# Cultura Averías
La Cultura Averías se desarrolló entre el año 1200 y el 1500 aproximadamente en la provincia argentina de Santiago del Estero.
Fue absorbiendo la Cultura Sunchituyoc, expandiéndose sobre la región serrana a la que aportó y de la que tomó elementos culturales. Aparece como culminación de un proceso de adaptación al ambiente de llanura de las distintas poblaciones.
Las fuertes influencias recibidas de la zona andina le proporcionaron un carácter de centro receptor y reelaborador de los elementos culturales provenientes tanto del oeste como del Chaco y Litoral argentino.
La complejidad social alcanzada por Averías queda de manifiesto en el gran tamaño de sus aldeas rodeadas por empalizadas. Su organización política parece haber sido una forma de jefaturas. Para sostener su economía debieron incrementar los recursos productivos de tal forma que la agricultura pasó de secundaria a primordial, con una menor dependencia de los recursos de caza y recolección. Tuvieron un intenso intercambio con regiones alejadas como la Puna o las sierras.
En su iconografía religiosa figuran aves y serpientes; el búho mantuvo su especial significado. Hubo auge notorio en textilería, los torteros para hilar son muy abundantes, y se hallan decorados con incisiones geométricas.
La cerámica de Averías muestra una ornamentación con singulares valores gráficos y cromáticos pues esta cultura se destaca por una incipiente vocación pictórica. Realizaron urnas con dibujos míticos muy abstractizados y con una incipiente intención pictórica. La cerámica tuvo perfección en cuanto a forma y diseño. Los colores tenían tonalidades más vivas que en la Cultura Sunchituyoc. Fue la única cultura de esta zona que demostró vocación por superficies cromáticas, contando sólo con rojo y negro sobre blanco y realizar planos de color por medio de una textura gráfica. Las demás culturas del noroeste fueron dibujantes.
En los yacimientos se encuentran algunos objetos de metal, pero todos los que se conocen son de procedencia claramente incaica y algunos diaguitas, no existiendo metalurgia propia.

## Descripción

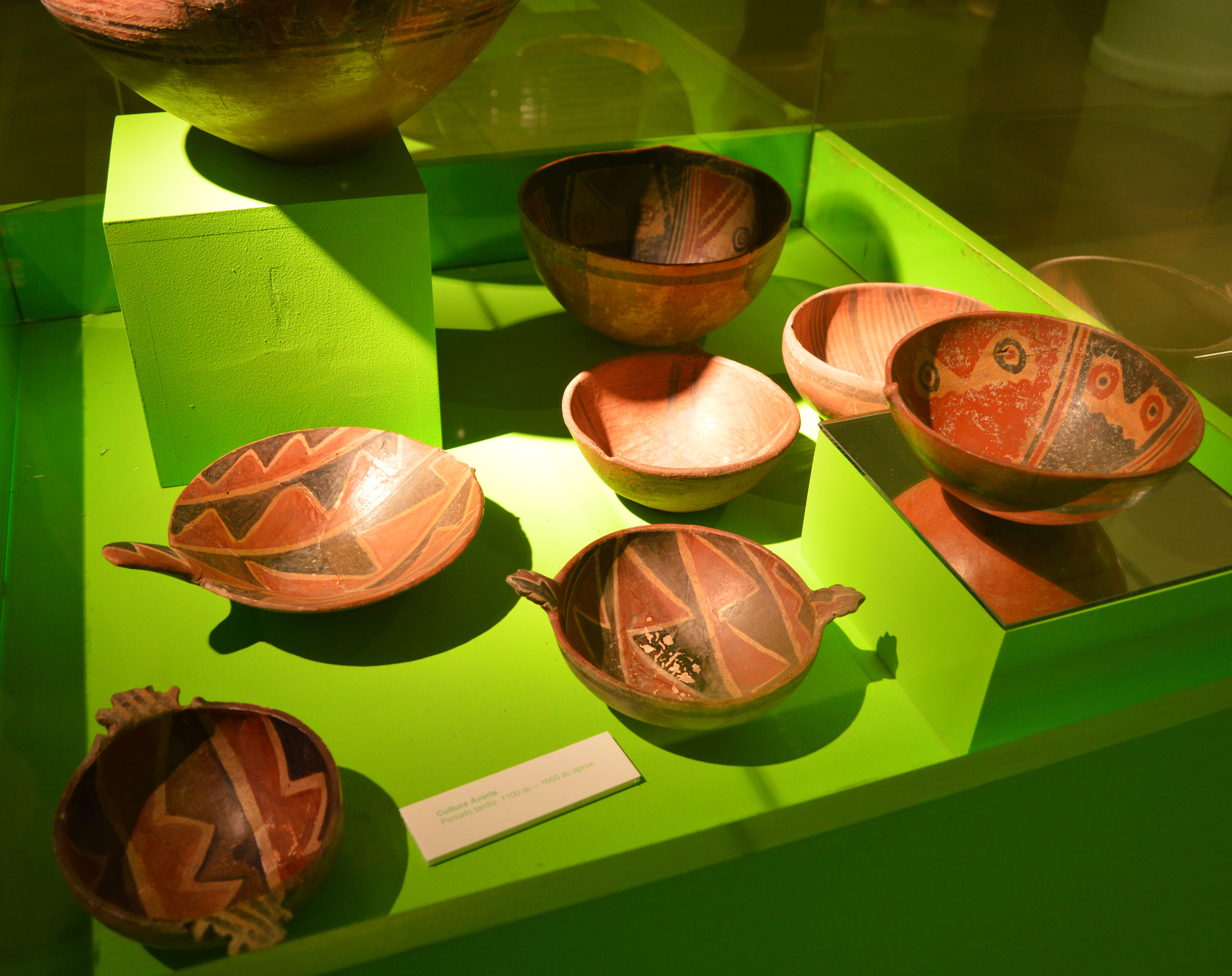
Cerámica Averías. Museo de Ciencias Antropológicas "Emilio y Duncan Wagner", Centro Cultural del Bicentenario, Santiago del Estero.

La Cultura Averías se ubicó aproximadamente entre el año 1200 y el 1500 de nuestra era. Su ámbito fue la provincia argentina de Santiago del Estero, pero con expansión sobre la región serrana, con la que intercambió elementos. Esta cultura fue la culminación del proceso de adaptación de los grupos al ambiente de la llanura.
Las fuertes influencias recibidas de la zona andina le dieron el carácter de centro reelaborador de las pautas culturales del Oeste, del Chaco y del Litoral Argentino. Mantuvieron un intenso intercambio comercial con la puna y las sierras. Realizaron urnas con dibujos míticos muy abstractizados y con una incipiente intención pictórica.
Basaron su economía en la caza, la pesca y la recolección, junto con la agricultura y la cría de ganado. La mejora en la obtención de alimentos produjo un incremento de la población, de la industria textil y del intercambio con regiones andinas.

### Cerámica

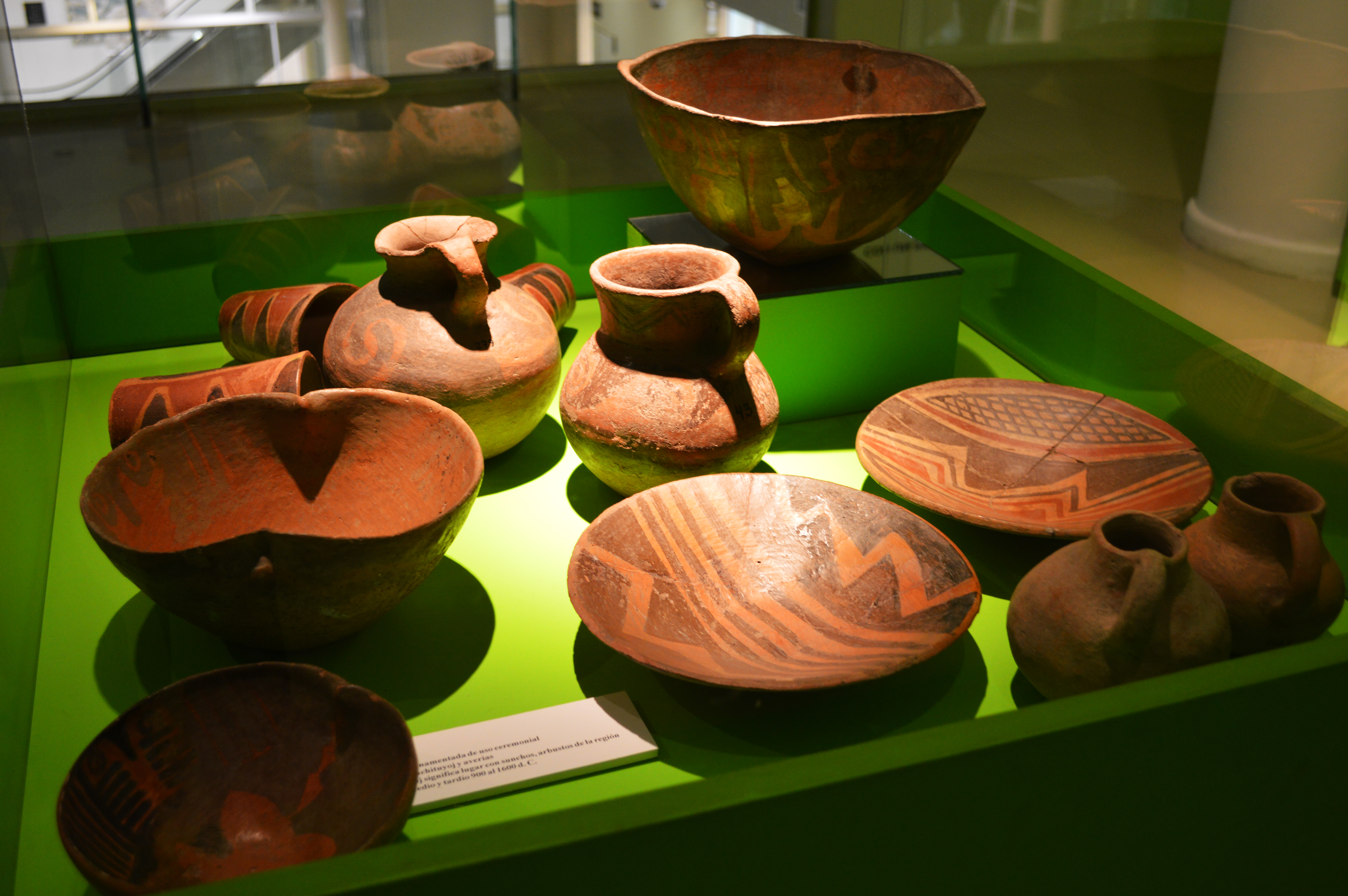
Cerámica Averías.

La forma típica de este período era un cuenco semiglobular o puco y el quero que podía presentar adornos de jaguares o aves en los bordes. La variación con respecto al período anterior residía en la tricoloración. Pintaban con colores más vivos en rojo y negro sobre un engobe
blanco o crema. La decoración fue con motivos geométricos en forma de espiral, greca, triángulos, líneas, círculos, etc. y se destacaban los motivos con serpientes bicéfalas (dos cabezas). Se aplicaban técnicas de pastillaje para adosar a las piezas de cerámica, figuras en relieve con formas de animales, pájaros y seres humanos.
Realizaron finos dibujos en negro y/o rojo. Hubo un predominio de la simbolización geometrizada y del diseño negativo. La abstracción fue la forma expresiva más frecuente. También se observa una tendencia a llenar totalmente los espacios, una fuerte integración y entrelazado. Los torteros para hilar fueron muy abundantes.